# (1081) Reseda
(1081) Reseda ist ein Asteroid des Hauptgürtels, der am 31. August 1927 vom deutschen Astronomen Karl Wilhelm Reinmuth entdeckt wurde, der am Observatorium auf dem Königstuhl bei Heidelberg tätig war.
Der Asteroid ist nach der Pflanzengattung der Reseda benannt.